# Region Centralny-Dolina Loary
Region Centralny-Dolina Loary (fr. Centre-Val de Loire, wymowaⓘ) – region administracyjny w środkowej Francji. Ośrodkiem administracyjnym jest Orlean.
Graniczy z regionami: Burgundia-Franche-Comté, Île-de-France, Kraj Loary, Normandia, Nowa Akwitania oraz Owernia-Rodan-Alpy. Przed 16 stycznia 2015 roku nosił nazwę Region Centralny (Centre).
W regionie rozwinął się przemysł zbrojeniowy, gumowy, farmaceutyczny, samochodowy, elektrotechniczny, elektroniczny oraz spożywczy. Uprawia się tu pszenicę, jęczmień, kukurydzę, buraki cukrowe, rzepak, rośliny pastewne, warzywa, owoce i winorośl oraz hoduje się bydło, owce i kozy.

## Podział administracyjny

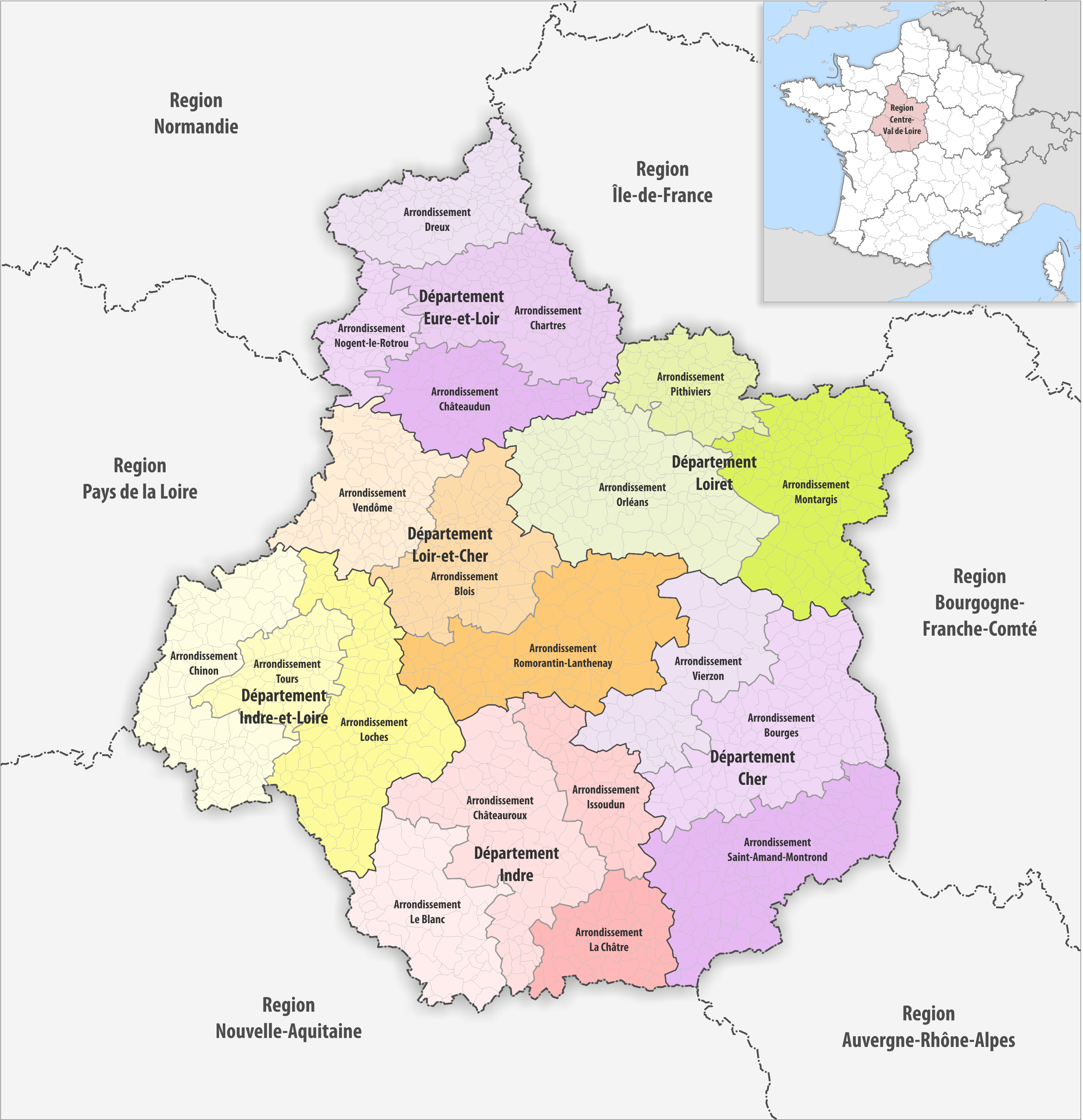
Podział regionu na departamenty i okręgi (arrondissement)

W skład regionu wchodzi 6 departamentów:
- Cher
- Eure-et-Loir
- Indre
- Indre i Loara (Indre-et-Loire)
- Loir-et-Cher
- Loiret

## Miejscowości
Największe miejscowości regionu (w nawiasach liczba ludności w 2020 roku):

- Tours (137 850)
- Orlean (Orléans, 117 026)
- Bourges (64 362)
- Blois (46 660)
- Châteauroux (43 331)
- Joué-lès-Tours (38 750)
- Chartres (38 443)
- Dreux (30 744)
- Vierzon (25 045)
- Olivet (22 503)
- Saint-Jean-de-Braye (21 396)
- Fleury-les-Aubrais (21 104)
- Romorantin-Lanthenay (18 206)
- Saint-Cyr-sur-Loire (16 884)
- Saran (16 598)
- Saint-Jean-de-la-Ruelle (16 570)
- Saint-Pierre-des-Corps (15 898)
- Vendôme (15 680)
- Lucé (15 525)
- Saint-Avertin (15 075)
- Montargis (14 738)
- Gien (13 305)
- Amilly (13 279)
- Châteaudun (12 949)
- Châlette-sur-Loing (12 743)
- Amboise (12 569)
- Vernouillet (12 411)
- Chambray-lès-Tours (11 956)
- Issoudun (11 314)
- Mainvilliers (11 186)
- Montlouis-sur-Loire (10 895)
- Fondettes (10 585)
- La Riche (10 372)
- La Chapelle-Saint-Mesmin (10 095)